# Nikola Platikanow
Nikola Dimow Platikanow (bulgarisch Никола Димов Платиканов; * 10. Februar 1898 in Rachowzite; † 19. November 1984 in Sofia) war ein bulgarischer Zoologe.
Platikanow war Mitglied der Bulgarischen Akademie der Wissenschaften. In seinen wissenschaftlichen Arbeiten befasste er sich mit der Entwicklung, der Ernährung und Krankheiten von Nutztieren in der Landwirtschaft.